# Andy & Lucas (álbum)
Andy & Lucas es el nombre del álbum debut homónimo del dúo español Andy y Lucas. Fue lanzado al mercado por Sony BMG el 27 de mayo de 2003 en España y más tarde el 20 de junio de 2003 en Latinoamérica bajo el nombre de Son de Amores esto debido al éxito de su primer sencillo en dicha región.
Su sencillo «Son de amores» fue versionado posteriormente por Pabllo Vittar, lo que lo volvió a hacer popular en julio de 2024.

## Lista de canciones
Todas las canciones escritas y compuestas por Lucas, excepto «Hasta los huesos» por Ela Ruiz. 
| Andy & Lucas - Edición Estándar |                                           |          |  |
| N.º                             | Título                                    | Duración |  |
| 1.                              | «Son de amores»                           | 3:36     |  |
| 2.                              | «Tanto la quería»                         | 4:44     |  |
| 3.                              | «La llama del amor» (con Chonchi Heredia) | 4:02     |  |
| 4.                              | «Mírame a la cara»                        | 3:53     |  |
| 5.                              | «Hasta los huesos»                        | 3:32     |  |
| 6.                              | «El ritmo de María»                       | 3:30     |  |
| 7.                              | «Dame un besito»                          | 3:30     |  |
| 8.                              | «Como caído del cielo»                    | 4:26     |  |
| 9.                              | «Un rinconcito al sur»                    | 5:05     |  |
| 10.                             | «Y en tu ventana»                         | 3:36     |  |
| 11.                             | «Carta anónima»                           | 3:40     |  |
| 12.                             | «Manos del mundo»                         | 3:22     |  |
| 13.                             | «Ratoncitos coloraos»                     | 3:23     |  |

| Andy & Lucas - Edición Latinoamérica |                                 |          |  |
| N.º                                  | Título                          | Duración |  |
| 14.                                  | «Son de amores» (Versión Salsa) | 4:33     |  |

| Andy & Lucas - Edición Especial |                                       |          |  |
| N.º                             | Título                                | Duración |  |
| 14.                             | «Corre y vuela"»                      |          |  |
| 15.                             | «Carmela»                             |          |  |
| 16.                             | «Mírame a la cara» (nueva versión)    |          |  |
| 17.                             | «Hasta los huesos» (versión acústica) |          |  |

## Certificaciones
| País   | Organismo certificador | Certificación | Ventas certificadas | Ref              |
| ------ | ---------------------- | ------------- | ------------------- | ---------------- |
| España | PROMUSICAE             | 8x Platino    | 750 000             | [cita requerida] |